# Valoniaceae
Valoniaceae, porodica zelenih algi, dio reda Cladophorales. Postoje četiri roda s desetak vrsta.

## Rodovi
1. Petrosiphon M.Howe
2. Physidrum Rafinesque
3. Valonia C.Agardh
4. Valoniopsis Børgesen